# Fournituren

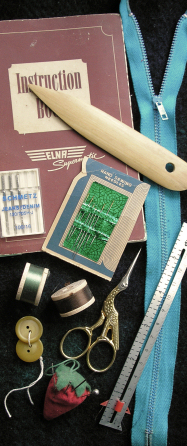
Fournituren

Fournituren zijn kleine textielwaren en andere kleine benodigdheden die bij het naaien van pas komen.
Tot de fournituren behoren zaken als linten, band, biaisband, garen, lapjes en dergelijke maar ook ritssluitingen, knopen en haak-en-oogsluitingen. Men sprak dan ook wel van band en garen.

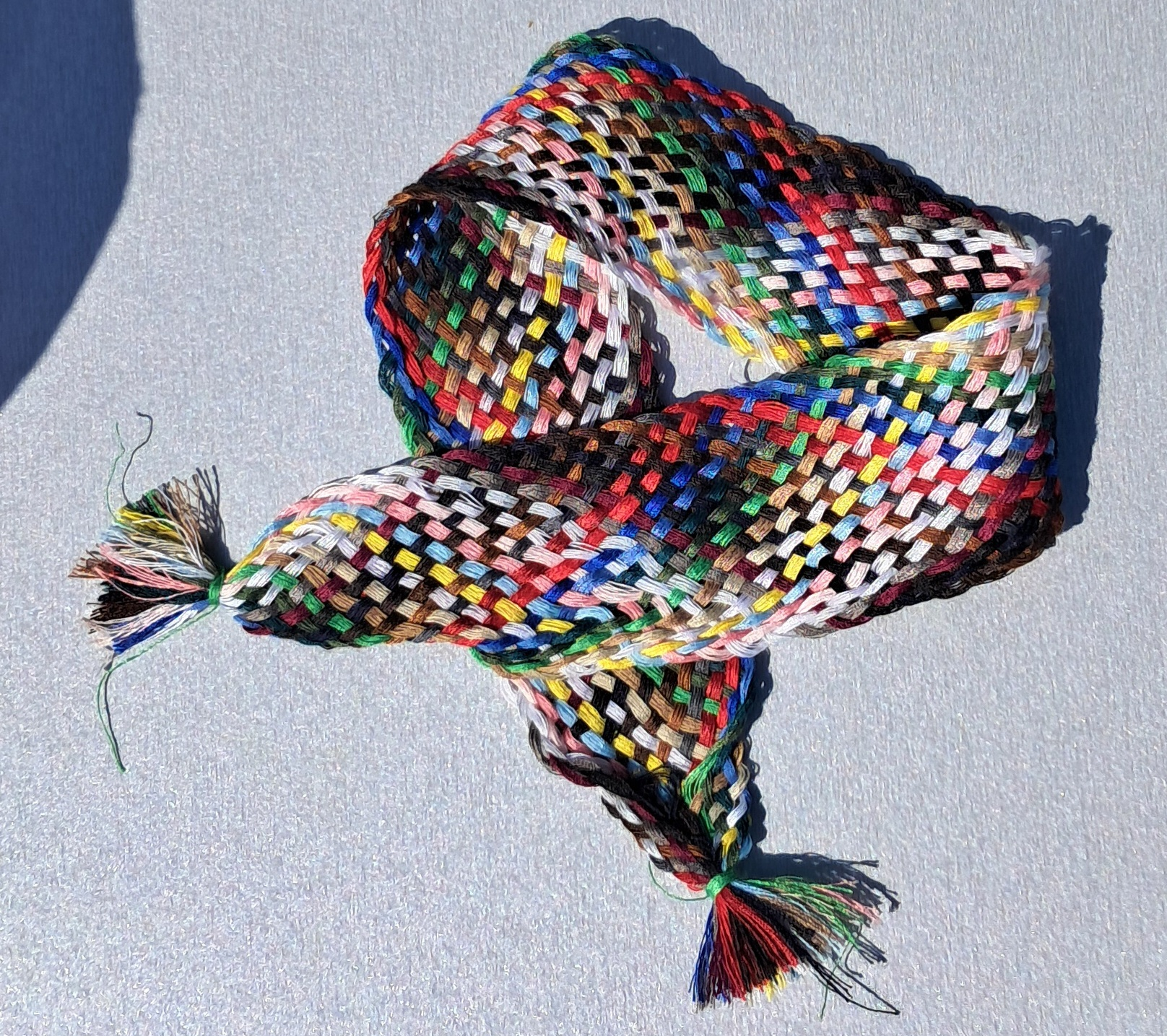
Een vlecht naaigaren met allerlei kleuren draad.

Ook wordt wel naaigerei zoals spelden en naalden, speldenkussen, tornmesje, vingerhoeden en andere kleine artikelen, zoals meetlint en kleermakerskrijt onder fournituren gerekend. 
Vanouds behoorden de fournituren tot de inventaris van de marskramer. Tegenwoordig kan men ze kopen bij de naaimachinewinkel of bij gespecialiseerde textielwinkels.
Ook worden de kleine benodigdheden in een schoenwinkel, zoals schoenverzorging, veters, zooltjes, poets en dergelijke wel samengevat onder "schoenfournituren".
De term fournituren is overigens 'pseudo-Frans'. In die taal heet een fourniturenwinkel 'une mercerie'. Het woord fourniture als Frans zelfstandig naamwoord voor zekere artikelen bestaat alleen als 'fournitures de bureau' (gebruikelijker aangeduid als 'matériel de bureau'): kantoorartikelen. 